# Leidseveer

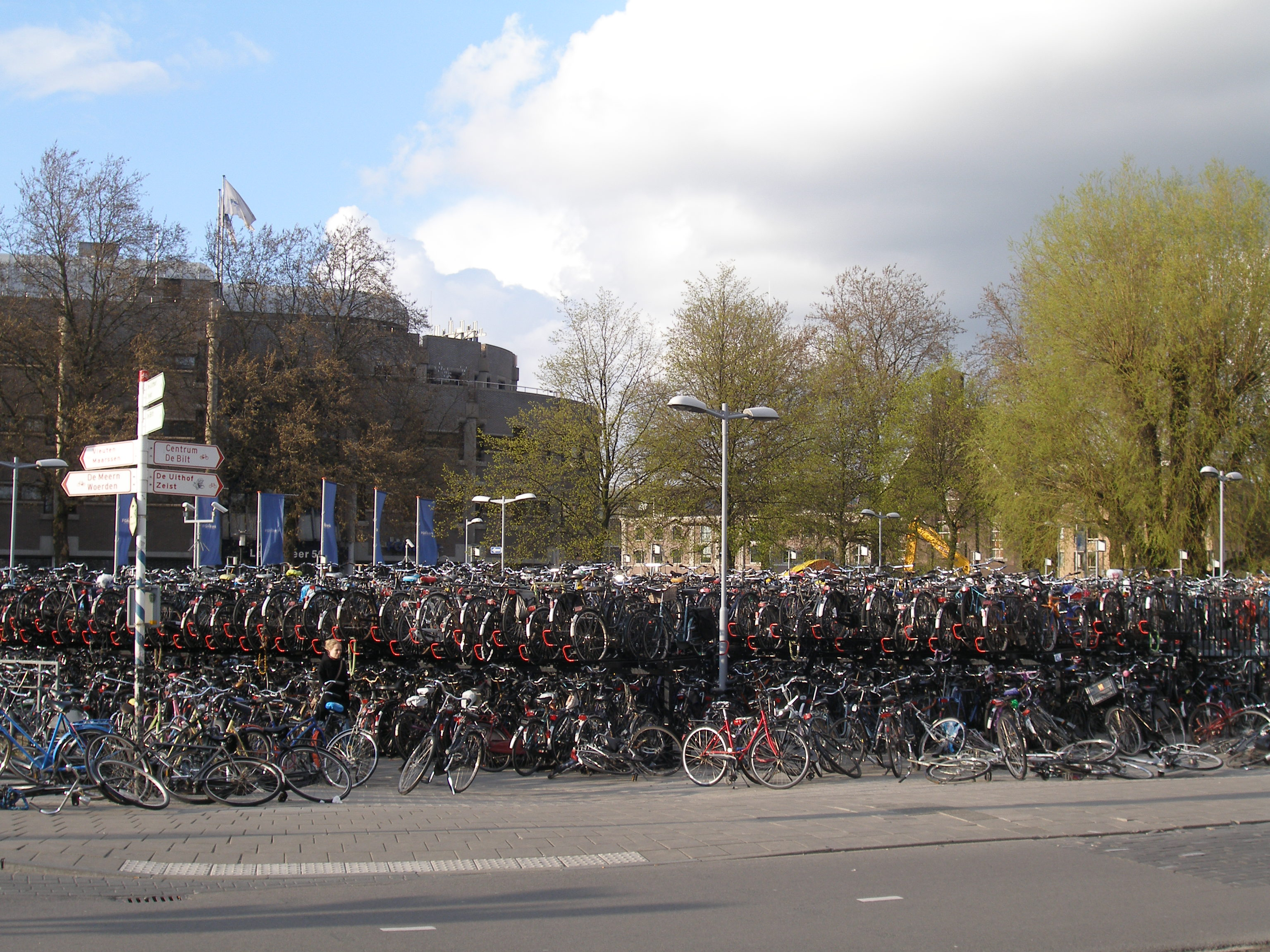
Fietsenstalling op het Leidseveer

Het Leidseveer is een kantorenwijk in Utrecht. De wijk ligt tussen de Leidseveertunnel en de Catharijnebaan.

## Aanlegplaats
In 1662-1666 is aan de westkant van de stad, onder leiding van burgemeester Hendrick Moreelse, de waterverbinding tussen Utrecht en Leiden verbeterd. Het stuk tussen het grachtenstelsel van Utrecht en Harmelen, de huidige Leidse Rijn, heette vroeger Leidse Vaart. Bij de Catharijnebrug werd een binnenhaven met aanlegplaats aangelegd met de naam Leidsche Veer; dit was tot aan het einde van de 19de eeuw een belangrijk aankomst en vertrekpunt voor de trekvaart van en naar Leiden. Het terrein ernaast waar de schippers vroeger op hun lading wachtten, kreeg bij de bouw van Hoog Catharijne omstreeks 1975 de naam Smakkelaarsveld. De weg tussen de Catharijnebrug en de spoorlijn heette tot 5 februari 1948 nog Vleutenseweg.

## Knooppunt
De in de 19de eeuw aangelegde spoorlijnen, het nabijgelegen Centraal Station en het opkomende verkeer maakten van de plaats een zeer druk knooppunt. Omdat de scheepvaart in belang had ingeboet, besloot de gemeente het water in 1929 te dempen en op deze plaats een grote rotonde aan te leggen. Het drukke knooppunt kreeg in 1973 een andere bestemming: alle oude bebouwing werd gesloopt en vervangen door brutalistische kantoorblokken.